# Shurṭah al-Qasīmah
Shurṭah al-Qasīmah es un distrito de la gobernación de Sinaí del Norte, Egipto. En julio de 2017 tenía una población estimada de 12 011 habitantes.
Se encuentra ubicado al norte de la península del Sinaí, cerca de la costa del mar Mediterráneo y de la frontera con Israel.